# Gobierno temporal de Manchukuo
El Gobierno temporal de Manchukuo es una organización establecida en 2004 en Hong Kong. En su sitio web, afirma ser el gobierno en el exilio de Manchukuo, un estado títere japonés con reconocimiento limitado que controló Manchuria de 1932 a 1945; busca revivir el estado y separarlo de la República Popular China, que controla su territorio reclamado. Periodistas y usuarios de internet han expresado dudas sobre su autenticidad y objetivos.

## Estructura y símbolos
Los resúmenes de los medios de su sitio web afirman que el Gobierno temporal de Manchukuo incluye un emperador, una familia real, un primer ministro y un gabinete. Sigue usando el antiguo Himno Nacional de Manchukuo y la bandera de Manchukuo. El sitio web también tiene relatos de la historia de la región y su gente, incluida una afirmación de que el pueblo manchú es una de las diez tribus perdidas de Israel; James Leipold, del Instituto de Política de China, lo describió como "denso en el vitriolo anticomunista" mientras no abordaba la hegemonía japonesa en Manchukuo.
El Gobierno temporal de Manchukuo es miembro de la Liga Monárquica Internacional. También busca unirse a la Organización de Naciones y Pueblos No Representados. Afirma tener sucursales en el extranjero en Brasil, Italia, Japón, Taiwán y Estados Unidos.
El liderazgo del Gobierno temporal de Manchukuo se forma al elegir un emperador y un primer ministro. En las elecciones de 2008, el trono fue ganado por "Aisin Gioro Xiaojie" (愛新覺羅‧孝傑), declarado estudiante en el departamento de historia de la Universidad de Hong Kong; su relación real con el clan Aisin-Gioro es sospechosa, ya que su nombre de generación "Xiao" (孝) no encaja con la genealogía real del clan. Sin embargo, ese emperador abandonó el contacto con el gobierno temporal de Manchukuo, por lo que en abril de 2010 celebró otra elección, ganada por "Aisin Gioro Chongji" (爱新觉罗‧崇基). Jason Adam-Tonis fue elegido primer ministro en mayo de 2011. En ese momento, Adam-Tonis era un estudiante de la Universidad de Nueva York y también presidente del Songun Politics Study Group, un grupo del frente de Corea del Norte con sede en los Estados Unidos.

## Actividades financieras
El "banco central" del Gobierno temporal de Manchukuo, que afirma tener éxito en el antiguo Banco Central de Manchukuo, declaró que el antiguo yuan de Manchukuo tenía un tipo de cambio fijo de 0,8 por dólar estadounidense y ofrece servicios de cambio de divisas por correo. Ya en 2007, emitía tarjetas de identidad por US $ 3 cada una, y pasaportes de fantasía por US $ 8 cada una, con el pago a través de PayPal. Su sitio web afirmaba vender sellos postales de Manchukuo, pero cuando un columnista de Ming Pao les preguntó sobre la posibilidad de comprarlos, un portavoz declaró que los artículos estaban agotados. También emitió lo que denominó "bonos de lealtad". Sus actividades llevaron a la Comisión de Valores y Futuros de Hong Kong, a la Comisión Helénica de Mercado de Capitales de Grecia y a la Comisión Nacional del Mercado de Valores de España a emitir advertencias públicas al respecto en febrero de 2008 para enfatizar que no es un organismo autorizado para ofrecer servicios de inversión.

## Reacciones
El Gobierno temporal de Manchukuo recibió atención ocasional de los medios en el contexto de la política de Taiwán en la época de las elecciones de 2009, ya que sus miembros pueden ser parientes lejanos del secretario general del Kuomintang y el étnico rey manchú Pu-tsung, y se sugirió en broma que el propio rey podría ser uno de sus agentes secretos. Algunos usuarios de Internet sospechan que todo el sitio web es una estafa creada con el fin de recaudar dinero. El politólogo de Hong Kong Simon Shen, experto en nacionalismo chino e Internet, también expresó sospechas sobre el sitio web y su intento de retratar el renacimiento de Manchukuo como un movimiento emprendido en nombre del pueblo manchú; Señaló que la gente que alguna vez sintió una identificación genuina con el estado de Manchukuo no era principalmente china o manchú, sino japonesa. Otro comentarista de noticias sugirió de manera similar que los nacionalistas japoneses estaban detrás del sitio. Por otro lado, Shen también sugirió que todo el sitio web podría ser simplemente una parodia diseñada por trolls de internet.
El Gobierno temporal de Manchukuo también provocó reacciones furiosas de algunos sectores. Un columnista invitado de NOWnews en mayo de 2011, en medio de otros argumentos contra la independencia de Taiwán, calificó al Gobierno temporal de Manchukuo como "la vergüenza del pueblo del noreste de China". Sus posiciones políticas declaradas, como el apoyo al dalái lama y el movimiento de independencia tibetano, así como sus llamados a interrumpir los Juegos Olímpicos de Verano de 2008 en Beijing, le ganaron la ira de los usuarios de Internet en China continental. En un momento, se extendían rumores en los foros de internet de China continental de que un "Toshiaki Kawashima" (川島志明), de quien supuestamente era sobrino de Yoshiko Kawashima y primer ministro del Gobierno temporal de Manchukuo, estaba trabajando como agente secreto para Chen. Shui-bian en Papúa Nueva Guinea con el objetivo de fomentar la violencia contra los chinos allí.